# 白夜 (贾平凹)
《白夜》是贾平凹的长篇小说，是贾平凹推出《废都》之后的第二部描写城市的长篇小说。《白夜》一共30万字。

## 角色特征
- 虞白：聪明、智慧、内敛。
- 夜郎：追求事业和爱情，由于性格缺陷最终悲剧收场。

## 主题和风格
《白夜》讲述1990年代西京的社会生活，人物族群包括中共官僚、企业商户、普通百姓、外来打工仔、菜贩子、考古学家、暴力机关警察、艺人演员、传统剪纸艺人、服饰模特儿、民国遗老等。

## 评价
贾平凹在复旦大学演讲时说他本人最喜欢的作品是《白夜》。